# Zeta Lupi
Zeta Lupi (64 Lupi) é uma estrela na direção da constelação de Lupus. Possui uma ascensão reta de 15h 12m 17.20s e uma declinação de −52° 05′ 56.7″. Sua magnitude aparente é igual a 3.41. Considerando sua distância de 116 anos-luz em relação à Terra, sua magnitude absoluta é igual a 0.65. Pertence à classe espectral G8III.